# Biellese Football Club 1998-1999
Questa voce raccoglie le informazioni riguardanti la Biellese Football Club nelle competizioni ufficiali della stagione 1998-1999.

## Rosa
| N. |                   | Ruolo | Calciatore            |
| -- | ----------------- | ----- | --------------------- |
|    | Italia (bandiera) |       | Brescia               |
|    | Italia (bandiera) | C     | Ivan Campese          |
|    | Italia (bandiera) | A     | Alessandro Comi       |
|    | Italia (bandiera) | D     | Simone Corradi        |
|    | Italia (bandiera) | C     | Andrea De Martini     |
|    | Italia (bandiera) | P     | Igor Depentor         |
|    | Italia (bandiera) | C     | Ivan Ferretti         |
|    | Italia (bandiera) | C     | Michele Garagnani     |
|    | Italia (bandiera) | P     | Filippo Gerardi       |
|    | Italia (bandiera) | A     | Corrado Giannini      |
|    | Italia (bandiera) | A     | Massimiliano Guidetti |
|    | Italia (bandiera) | C     | Marcello Koffi Teya   |
|    | Italia (bandiera) | A     | Josè Maria La Cagnina |

| N. |                   | Ruolo | Calciatore             |
| -- | ----------------- | ----- | ---------------------- |
|    | Italia (bandiera) | D     | Francesco Lanza        |
|    | Italia (bandiera) | P     | Alessandro Lazzarini   |
|    | Italia (bandiera) | C     | Salvatore Lembo        |
|    | Italia (bandiera) | C     | Davide Mandelli        |
|    | Italia (bandiera) | D     | Lorenzo Mazzia         |
|    | Italia (bandiera) | A     | Orazio Millesi         |
|    | Italia (bandiera) | P     | Mauro Morello          |
|    | Italia (bandiera) | D     | Ferdinando Passariello |
|    | Italia (bandiera) | C     | Enrico Rossi           |
|    | Italia (bandiera) | C     | Stefano Saresini       |
|    | Italia (bandiera) | C     | Marco Saviozzi         |
|    | Italia (bandiera) | D     | Lorenzo Severi         |
|    | Italia (bandiera) | C     | Davide Vagnati         |